# Julio Medem
Pour les articles homonymes, voir Medem.
Julio Medem est un réalisateur et scénariste espagnol né à Saint-Sébastien le 21 octobre 1958.

## Biographie
Dès son plus jeune âge il s’intéresse au cinéma, filmant avec la caméra super 8 de son père des scènes de vie quotidienne ayant pour héroïne sa sœur Ana.
Bien qu’il obtienne un diplôme de médecine et de chirurgie générale, il n’abandonnera jamais sa grande passion pour le Septième Art. Il travaille d’abord comme critique au journal La voz de Euskadi, tourne ses premiers essais en super 8 puis commence à tourner en 35mm. Son film Patas en la cabeza (1985) remporte le Prix du Cinéma Basque ainsi que le Concours du Film Documentaire et du Court-Métrage de Bilbao. Un an plus tard, pour le même concours, il décroche le Prix Telenorte avec son Las seis en punta (1987).
À la suite de cela, il travaille comme assistant metteur en scène, monteur et scénariste et se consacre complètement au cinéma.
En 1988 il écrit et dirige le moyen-métrage Martin produit par Elías Querejeta. En 1992 il passe au long métrage avec Vacas qui obtient diverses récompenses, à Tokyo, Turin et Alexandrie.
En 2015, il réalise Ma ma, un film avec Penélope Cruz.

## Filmographie

### Courts métrages
- 1974 : El ciego
- 1977 : El jueves pasado
- 1979 : Fideos
- 1981 : Si yo fuera poeta
- 1982 : Teatro en Soria
- 1985 : Patas en la cabeza
- 1987 : Las seis en punta
- 1988 : Martín
- 2001 : Clecla
- 2011 : Sept Jours à La Havane (segment La tentación de Cecilia)

### Longs métrages
- 1992 : Vacas
- 1993 : L'Écureuil rouge (La ardilla roja)
- 1996 : Tierra
- 1998 : Les Amants du cercle polaire (Los amantes del círculo polar)
- 2000 : Lucia et le Sexe (Lucía y el sexo)
- 2003 : La pelota vasca, la piel contra la piedra (documentaire)
- 2007 : Chaotique Ana (Caótica Ana)
- 2010 : Habitación en Roma
- 2015 : Ma ma
- 2018 : L'Arbre de sang (El árbol de la sangre)

## Distinctions
- Goyas 1993 : Prix Goya du meilleur nouveau réalisateur pour Vacas
- Prix Sant Jordi du cinéma 1993 : meilleur premier film pour Vacas
- Prix Sant Jordi du cinéma 1995 : meilleur film espagnol pour L'Écureuil rouge (La ardilla roja)